# Henrique Johannpoetter
Dom Frei Henrique Johannpötter, OFM (Warendorf-Milte, 23 de junho de 1933 — São Luís, 19 de julho de 2011) foi um frade franciscano e bispo católico alemão. Foi o segundo bispo da diocese de Bacabal, no Brasil.

## Biografia
Dom Henrique foi ordenado padre no dia 26 de julho de 1961. Em 1988 foi nomeado bispo-coadjutor de Bacabal pelo Papa João Paulo II e recebeu a ordenação episcopal das mãos de Dom Pascásio Rettler em Bacabal. Seu lema episcopal era Santificado seja vosso nome.
No ano seguinte sucedeu a Dom Pascásio como bispo diocesano de Bacabal, diocese pela qual foi responsável até 1997, quando tornou-se bispo emérito. Faleceu no dia 19 de julho de 2011, aos 78 anos de idade.